# Hydroptila lenora
Hydroptila lenora is een schietmot uit de familie Hydroptilidae. De soort komt voor in het Nearctisch gebied.